# Základní škola Bartošova čtvrť
Základní škola Bartošova čtvrť, též VI. a X. základní škola nebo základní škola Dřevnická, je školský areál ve Zlíně, sestávající z dvojice dvoupatrových školních pavilonů propojených nižším traktem jídelny. Byl vybudován ve dvou etapách v 50. letech 20. století podle návrhu architekta Miroslava Drofy a od té doby slouží svému účelu. Nachází se v Dřevnické ulici (čp. 1788 a 1790). V roce 2000 byla dvojice pavilonů zapsána na seznam nemovitých kulturních památek.

## Historie
Architekt Miroslav Drofa už po skončení 2. světové války patřil k nejzkušenějším architektům firmy Baťa a získal zásadní pozici při poválečné obnově částečně vybombardovaného města, když navrhl mimo jiné obytné Morýsovy a věžové domy nebo zdravotnické středisko. Kromě toho však v průběhu 40. a 50. let pracoval také na celé řadě architektonických návrhů školských zařízení. Zprvu ve službách firmy ve městech, kde měla pobočky (Zruč nad Sázavou, Svit či Partizánské), po roce 1948 také pro různé městské samosprávy ve zlínském regionu (Vizovice, Vsetín).

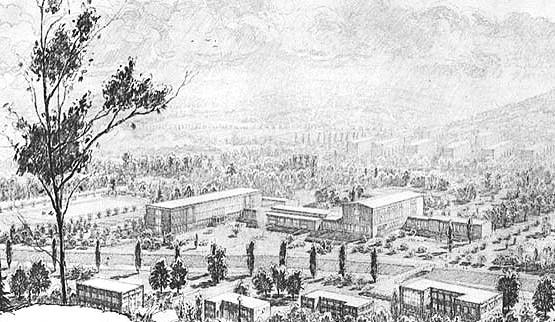
Areál školy na dobové kresbě Františka Peňáze (pohled od severu přes řeku, v popředí pavilony Baťovy nemocnice)

Nabyté zkušenosti Drofa využil i v roce 1951 při návrhu budovy šestnáctitřídní základní školy, která měla být zbudována ve východní části města nedaleko nemocnice, ve volném prostoru bývalého zlínského letiště. Výstavba školy byla dokončena v roce 1952.
Již v roce 1958 se školní areál rozšířil o další rovnoběžné třípodlažní křídlo pro pětadvacetitřídní základní školu, které opět projektoval Miroslav Drofa. V novém projektu z roku 1955 tak navázal na svou předchozí práci a vytvořil rozvětvený komplex učebních pavilonů a spojovacích traktů.
Mezitím vznikla v těsném sousedství školy u řeky Dřevnice další zástavba, jako bylo koupaliště (po roce 1954), budova dopravního podniku od Zdeňka Plesníka (1955) a později i celé sídliště Bartošova čtvrť (po roce 1958).

## Architektura
V 50. letech, kdy sílil státem prosazovaný socialistický realismus, dokázal Miroslav Drofa udržet jednoduché a čisté modernistické řešení s cihelnými fasádami bez figurálních nebo historických dekorů. Minimalistický architektonický výraz školy v sobě kombinuje inspiraci skandinávskými vzory, které Drofa ještě před vstupu socialistického realismu do československé architektury navštívil, s ozvěnou meziválečné cihelné baťovské architektury i s mírnými náznaky socialistického realismu. Svou vertikální koncepcí členění fasád a také celkovým půdorysem připomíná školy Josefa Gočára.
Areál vychází z urbanistického návrhu Jiřího Voženílka pro východní část města a je funkčně členěn na dva objekty učeben s kabinety, dva objekty tělocvičen a objekt společné kuchyně s jídelnou. Je propojen s parkově upraveným parterem.

### První etapa

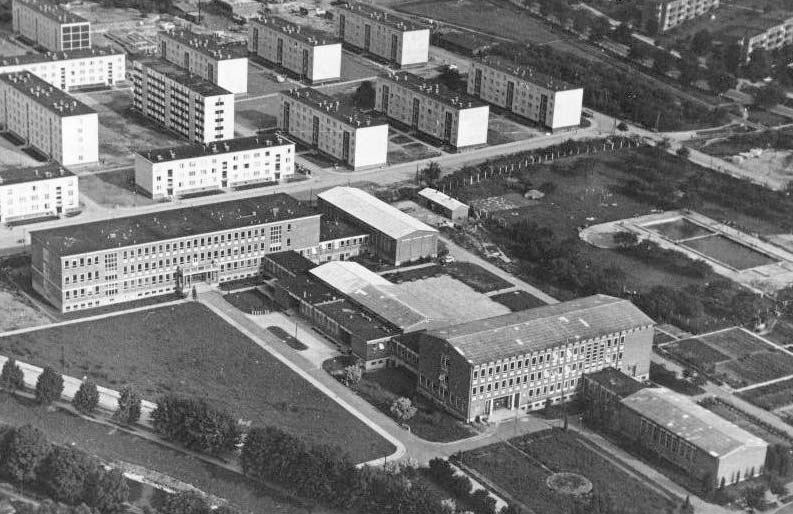
Letecká fotografie areálu po realizaci obou etap, v popředí vpravo první etapa, za ní vlevo druhá etapa výstavby

Svébytný architektonický celek školního areálu s rozvětvenou dispozicí a netypickým zastřešením vznikal na ploše bývalého letiště ve dvou etapách. Nejprve byla navržena podélná třípodlažní budova obdélníkového půdorysu s učebnami (čp. 1788), orientovaná severo-jižně, tedy kolmo k údolí, k železnici i řece Dřevnici. Na západní straně k ní byla nízkým spojovacím krčkem kolmo přimknuta přízemní budova tělocvičny. Obě tato křídla byla zastřešena sedlovou střechou s nízkým sklonem, na hlavní budově zůstaly ve svých konzolách částečně přiznané dřevěné vazníky krovu.

### Dispozice a fasáda
Hlavní budova byla dispozičně pojata jako trojtrakt. Učebny s kabinety, odpočinkové místnosti (respiria) a hygienické zázemí byly rozmístěny podél centrální chodby. V suterénu byly ústřední šatny, umývárny a dílny.
Průčelí objektu je hustě osázeno jednodílnými obdélnými výklopnými okny, pod nimiž jsou přiznané betonové překlady. Podokenní pole byla vyplněna plasticky vystupujícím ozdobným prvkem. Hlavní vstup s dvojitými prosklenými dveřmi je na západní straně budovy zasunutý do fasády.

### Materiálové řešení
Architekt Drofa využil výrazné materiálové kontrasty, když zkombinoval červenou cihlu fasád s bílými rámy oken, prefabrikované prvky z béžového umělého kamene v podezdívce i v obložení vstupu nebo tmavé dřevo vazníků u římsy. Drobnou ozdobou byly nízké reliéfy utvářené z geometricky skládaných cihel pod okny v přízemí, u tělocvičny i pod střešní římsou. Kvalitní materiály byly využity také v interiérech: terazzo na podlahách chodeb, gumokorek v učebnách, dřevěné obklady stěn i stropu v tělocvičně, travertin u květinových zídek ve vestibulu.

### Druhá etapa

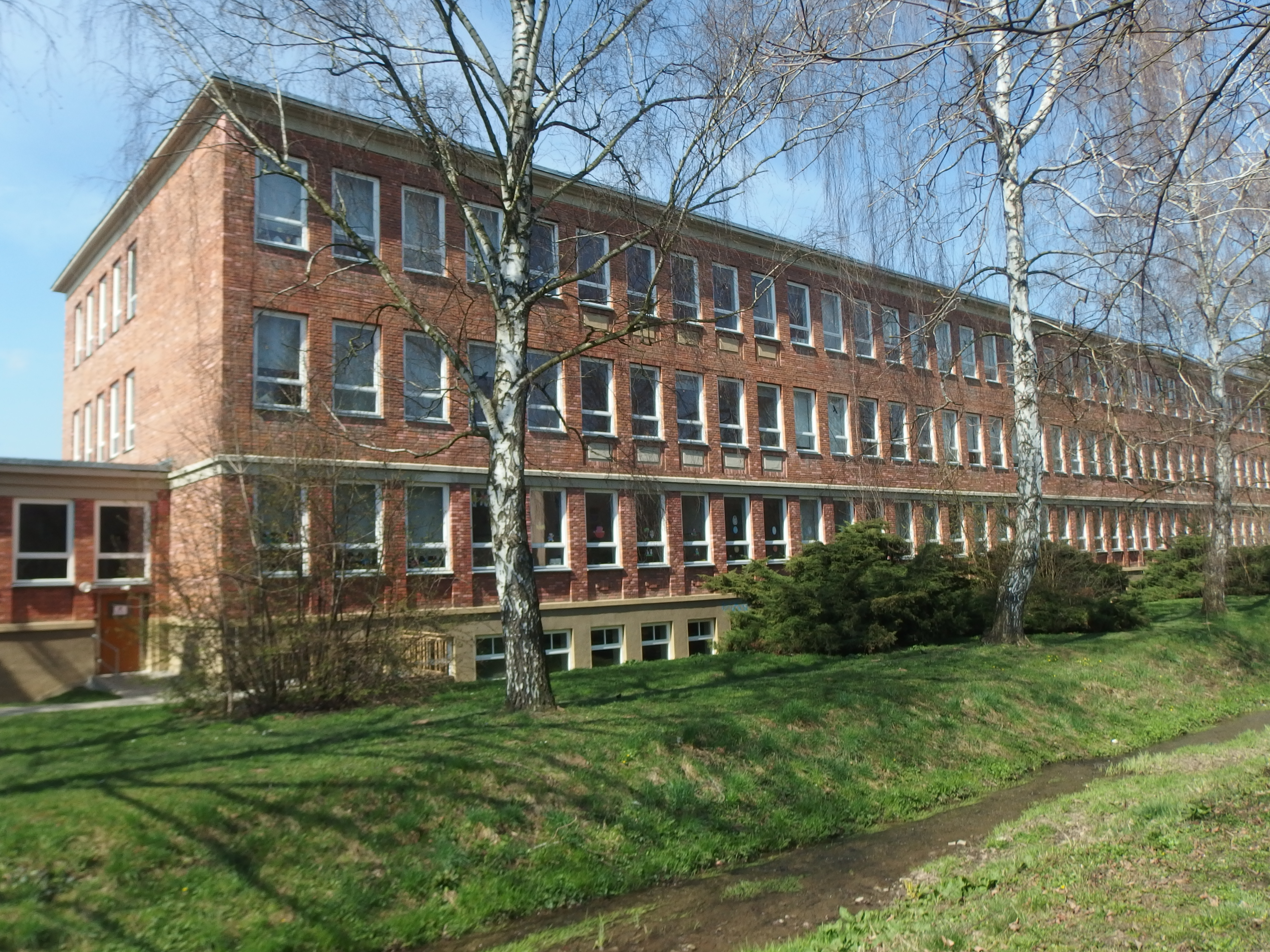
Východní strana učebního pavilonu z druhé etapy (pohled z Dukelské ulice)

Po několika letech byla východně od stávající školy přistavěna nová budova (čp. 1790), rovněž třípodlažní, obdélníkového půdorysu a souběžně orientovaná. Toto křídlo bylo završeno plochou střechou na kordonové a korunní římse. Na jižní straně k němu byla připojena krčkem další tělocvična. Oba celky pak byly propojeny prostorným traktem jídelny a školní družiny. Vznikl tak velkorysý vzdělávací komplex rozvětveného půdorysu. Nová tělocvična i jídelna byly zakryty opět sedlovou střechou s mírným sklonem, zatímco spojovací krčky plochou střechou.
Drofovo architektonické řešení nové části zřetelně navázalo na první celek. Znovu v ní využil hladké cihelné fasády osazené typizovanými okny učeben a vertikální pásy schodišťových oken, stejně tak decentní geometrický dekor v přízemní části. Kromě odlišného zastřešení však vynikl také nově pojatý hlavní vstup, který oproti první budově tentokrát vystupuje z hmoty objektu. Je ohraničen schodištěm a zakryt mohutným balkonem s betonovým parapetem, který je vyplněn lehkým kovaným mřížovím a nesen čtvercovými cihlovými sloupy. Vizuální předěl mezi přízemím a vyššími patry tvoří průběžná světlá římsa obíhající fasádu v úrovní prvního podlaží.

## Rekonstrukce a využití
V prosinci 2000 byl komplex školních budov prohlášen rozhodnutím Ministerstva kultury ČR za kulturní památku. Národní památkový ústav jej vyzdvihl jako „v kontextu 50. let výjimečnou stavbu, realizovanou v tradičním zlínském materiálu, režném zdivu, a pokračující ve výrazu jednotného zlínského celku“.
V letech 2005 a 2006 byly školní budovy rozsáhle rekonstruovány. Oprava v hodnotě 83 milionů korun zahrnovala obnovu střechy, výměnu oken, elektrických rozvodů, vodovodů, kanalizace a vytápění, došlo k výměně podlahy, omítek, obkladů a dlažby, renovaci sociálního zázemí i dílčím úpravám interiérů. To vše při zachování původního charakteru s ohledem na památkovou ochranu. V roce 2024 došlo na další, menší opravu s výměnou oken tělocvičny.
Školský areál je nadále využíván ke svému původnímu účelu. Východní křídlo komplexu slouží Základní škole Zlín, Dřevnická 1790, západní část Zlínské soukromé vyšší odborné škole umění a Střední škole Baltaci.